# Agoniste (biochimie)
Pour les articles homonymes, voir Agoniste.

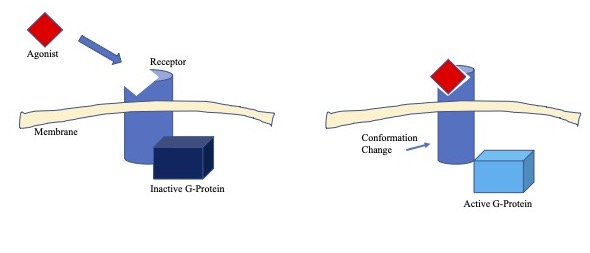
Représentation simplifiée de la liaison agoniste-GPCR

En biochimie, un agoniste est une molécule interagissant avec un récepteur membranaire et activant celui-ci. L'agoniste imite en général le messager endogène qui se lie habituellement avec le récepteur en question. Il peut être plus ou moins sélectif pour un type de récepteur. Par exemple, la muscarine et la nicotine permettent de faire la distinction entre deux types de récepteurs cholinergiques.
Les agonistes sont couramment utilisés en électrophysiologie pour activer spécifiquement un courant ionique.

## Étymologie
Le mot «agoniste » provient du latin tardif agonista, « contester », du grec agônistès, « contestataire », de agôn, « combat, concours ».

## Types d'agonistes

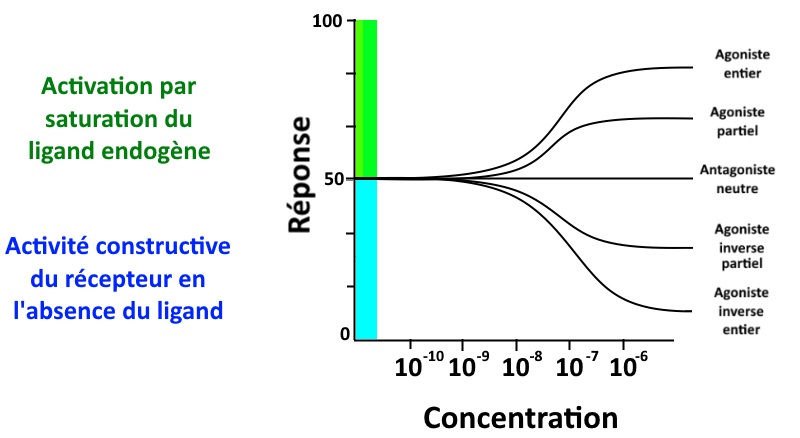
Schéma de principe des agonistes/antagonistes